# Standardlänge
Die Standardlänge, abgekürzt SL, ist ein Maß in der Ichthyologie und bezeichnet die Länge eines Fisches vom vordersten Ende des Tiers bis zur Basis der Schwanzflosse. Sie wird als Bezugsmaß für die relativen Längen von Körperteilen wie des Kopfes verwendet. Im Vergleich zur Gesamtlänge, abgekürzt TL vom englischen Total length, ist sie zuverlässiger zu bestimmen, da die Schwanzflosse häufig flexibel oder – insbesondere bei konservierten Exemplaren – beschädigt ist.